# Emil Deleuran
Emil Deleuran Hansen (1997) es un deportista danés que compite en triatlón. Ganó una medalla de oro en el Campeonato Europeo de Triatlón de 2017, en la prueba de relevo mixto.

## Palmarés internacional
| Campeonato Europeo | Campeonato Europeo  | Campeonato Europeo | Campeonato Europeo |
| Año                | Lugar               | Medalla            | Prueba             |
| ------------------ | ------------------- | ------------------ | ------------------ |
| 2017               | Kitzbühel (Austria) | Medalla de oro     | Relevo mixto       |